# Romeu Sescomes
Romeu Sescomes (Tarragona, segle xiv - Lleida, 7 d'octubre de 1380), polític i eclesiàstic, membre de la família Sescomes de Puig-reig, nebot de l'arquebisbe Arnau Sescomes, va ser el segon president de la Generalitat de Catalunya en els períodes 1363-1364 i 1375-1376. També fou bisbe de Lleida des del 1361.

## Bisbe de Lleida (1361)
Va tenir una carrera eclesiàstica important arribant a prior i paborde de Tarragona en 1345 i 1350 respectivament. Va ser comissionat del papa Gregori XI per a l'aprovació de l'orde de Sant Jordi d'Alfama en 1373. Des del 1361 fou bisbe de Lleida, quan ja era canonge de Barcelona i conseller del comte Pere III el Cerimoniós (1361).
Fundà la capella de Jesús i l'església de Sant Joan de Lleida. Els seus decrets destaquen les bondats de les sinodals i evidencien la seva participació en mots dels afers de Lleida dins els processos municipals.

## President
En el terreny polític va ser una persona molt interessada per la política del seu temps i per l'exercici del poder. Diplomàtic i bon negociador, fou marmessor de la reina Elionor de Sicília i un dels consellers més influents en Pere el Cerimoniós, qui li encarregà la negociació de treves amb els castellans en 1367.
En ambdós casos governà sota el regnat de Pere III el Cerimoniós i amb l'ajut de Joan I d'Empúries i Ramon Sarrovira.

### Primer mandat (1363-1364)
Nomenat un dels diputats en el mandat de Berenguer de Cruïlles, les Corts de Montsó de 1362-1363 l'anomenen diputat resident, és a dir, el segon President de la Generalitat. Les seves ocupacions el van fer abandonar Barcelona en múltiples ocasions, motiu pel qual va ser substituït per Ramon Gener en 1364.

### Entre els mandats
El 1370 negocià l'aliança amb Navarra a través dels convenis amb el príncep de Gal·les (1367) i les paus amb Castella del 1371 i 1375. També participà en el jurament de la pau d'Almazán del 1378.
Entre els dos mandats, fou diputat i president de les Corts de Barcelona el 1372.
Va intervenir en una aliança amb Navarra contra Enric de Trastàmara i participà en els acords que portaran a la pau entre Castella i Aragó a la guerra dels dos Peres en 1375.

### Segon mandat (1375-1376)
La confiança que se li tenia, el va fer tornar a ser nomenat el 24 de juny de 1375 per les Corts de Lleida, donant per acabat el període de regència iniciat el 1367 i restituint amb ell la figura del President.
El 10 d'abril de 1376 fou substituït circumstancialment per Ramon Gener qui ja havia estat el seu successor al primer mandat. No obstant això, en Joan I d'Empúries, diputat pel braç militar també nomenat a les Corts de Lleida (1375), exercí la seva preeminència entre els diputats com a membre de la família reial i ocupà el màxim càrrec de la Generalitat. En el període de la Generalitat medieval, el càrrec de president corresponia al diputat del braç eclesiàstic per considerar-se el de més rang. El cas de Joan I d'Empúries fou l'única excepció a aquesta norma.

### Últims anys
La mort de la reina Mata d'Armanyac el 1378 i el casament en segones núpcies de Joan I el Caçador amb Violant de Bar l'ocuparen durant mesos. El seu pare, Pere III el Cerimoniós, li havia escollit la reina Maria de Sicília, però finalment es casà amb Violant de Bar. Per entendre aquest fet convé notar la proximitat d'Urbà VI amb l'obedient Maria I de Sicília, i de Climent VII amb el seu protector Joan I el Caçador. El pare Pere III es desesperà i aquest fet generà profundes discrepàncies entre pare i fill. De la unió nasqueren set fills i una filla, Violant, que es casà amb Lluís II de Provença, que durant l'interregne fou proposat com a futur rei de Catalunya i Aragó.